# Forsvarsspiller (fodbold)
En forsvarsspiller er en position i fodbold. Forsvarsspilleren befinder sig mellem målmanden og midtbanespillerne og den vigtigste opgave for forsvarsspilleren er at forhindre modstanderen i at angribe og score mål. Forsvarskæden er den bagerste af banens tre kæder (forsvar, midtbane, angreb).
Der findes fire typer forsvarsspillere: midterforsvarsspillere, backer, wing-backer, og sweepere. Dog ses oftest midterforsvarsspillere og backs. I bestemte formationer findes dog wing-backer og sjældent sweepere.

## Center-back
En midterforsvarsspiller (også kaldet midterforsvarer, centerforsvarer og center-back) spiller, som navnet antyder, i midten af forsvarskæden. Oftest er der 2-3 midterforsvarsspillere, og deres opgave er at få bolden ud af straffesparksfeltet og at forhindre primært angriberne i at skyde på mål. Midterforsvaret er holdets taktiske og fysiske udgangspunkt, da bolden typisk erobres fra modstanderholdet i forsvaret.
Midterforsvarsspillere arbejder typisk med to typer strategier; zoneopdækning og mandsopdækning. Zoneopdækning går ud på, at hver spiller dækker et bestemt område (eller zone) af banen, dvs. dem, der bevæger sig ind i området. Mandsopdækning går ud på, at hver spiller skal dække en bestemt spiller, hvorend han befinder sig.
En midterforsvarsspiller skal følgende:
- Opdække truende spillere i deres område (zoneopdækning) eller en bestemt spiller (mandsopdækning)
- Tackle modstandere, der forsøger at drible sig forbi dem, fordi kun målmanden er bag dem
- Opsnappe afleveringer og stikninger, der er på vej mod en angriber
- Blokere indlæg og afslutninger mod hhv. feltet og målet, for at minimere farer
- Forsvare målet på modstanderens dødbolde ved at ekspedere bolden ud af feltet, samt være en scoringstrussel på egne dødbolde
- Forme holdets taktiske udgangspunkt ved enten at ligge som højt forsvar eller dybt forsvar. Et dybt forsvarer sig ved at stoppe modstanderholdet, mens de angriber. Modsat forsvarer det høje forsvar sig, ved at erobre bolden i modstanderens spilopbyggende fase ved aggressivt presspil. Ulempen ved det høje forsvar er, at man bliver sårbar overfor kontraspil med hurtige angribere. Et hold vil typisk være baseret på en af de to taktikker, men skifter af og til i løbet af en kamp.
- Holde forsvarslinjen. Ved "forsvarslinjen" forstås den bagerste linje på banen, der angiver, om offsidereglen træder i kraft.
- Spille simpelt, grundet den høje fare en fejl kan medføre. Midterforsvarsspillere skal holde sig fra at drible, samt kun lave lette og åbenlyse aflevinger frem og tilbage på bane. Afleveringer ind i banen er risikable, fordi en fejl vil betyde, at modstanderen modtager bolden med ansigtet mod mål
- Være høj og god til hovedstød så han/hun kan cleare indlæg med hovedet
- Være stærk så han/hun er sværere at løbe udenom
- Have ro og koncentration så han/hun kan aflevere og cleare bolden præcist under pres

### Spillende forsvarsspiller
I moderne fodbold tales der om "spillende forsvarsspillere". En spillende forsvarsspiller er en midterforsvarsspiller, der er med til at bygge angrebene op, efter bolden er erobret. En spillende forsvarsspiller er vigtig for mange hold, idet de er dygtigere end andre midterforsvarersspillerer til at starte angreb. Det er ved at have bedre afleveringsfærdigheder og så at aflevere til den mest optimale midtbanespiller, selvom det er usikkert, eller ved at have overblik til at starte kontraangreb.
Den spillende forsvarsspiller adskiller sig fra sweeperen ved at blive i forsvaret og ikke løbe helt frem i angrebet, selvom nogle spillende forsvarsspillere kan finde på at trække langt frem.

## Sweeper
En sweeper, eller libero er forsvarets skraldemand (sweeper betyder fejemand på engelsk). Sweeperen er stationeret mellem målmand og forsvar. Hans opgave er at "feje" de bolde væk der kommer forbi midterforsvaret, så ingen angribere får bolden mellem forsvar og målmand.
Sweeperens rolle er også at gå længere frem på banen og være med til at fordele spillet, og skal derfor have bedre overblik og boldkontrol end midterforsvarsspillere. Når sweeperen indtager sin offensive rolle, indtager en central midtbanespiller den defensive sweeperrolle.

## Back
En back (også kaldet full-back) er de forsvarsspillere der spiller i højre og venstre side af banen. Deres primære fokus er at forsvare, men mange moderne backer spiller så offensivt som wing-backer , selvom holdet spiller med kun to midterforsvarsspillere. Backer skal primært forhindre fløjspillere i at lave indlæg til angriberne, men det hænder, at de også forhindrer fløjspilleres afslutninger og løb ind i banen.
I formationer uden fløjspillere, skal backen fungere som fløjspiller, dog uden ofte at drible ind i modstanderens felt for at score. Når fløjspilleren foran backen dribler ind i banen skal backen tilføre bredde til holdet ved at være en afleveringsmulighed ud i siden. Spiller man med backer, har man oftest to midterforsvarsspillere. Når modstanderholdet angriber i den modsatte side af backens, skal backen løbe med ind i feltet og hjælpe midterforsvarsspillerne med at opdække angriberne.
Ordet "back" betyder på engelsk "tilbage" og kommer fra dengang backen var banens bagerste spiller, der med alle midler, selv spark og grove tacklinger, skulle forhindre modstanderens angreb.
En back skal følgende
- Lokke angriberen til at løbe ud i områder af banen, hvor han udgør en mindre trussel, f.eks. ved ikke at have nogle afleveringsmuligheder. Det kan foregå ved at åbne et område, fløjspilleren bliver nødt til at løbe ud i, eller ved simpelthen at presse modstanderen derud med svage skub eller ved at stå tæt op af ham.
- Løbe i overlap om bag ens egen fløjspiller, så han får en mulighed for at aflevere
- Tage indkast. Typisk er det backen der tager sig af indkastene, så han kan sende en angriber af sted mod modstanderens mål.
- Opdække modstanderes fløjspillere, så de får sværere ved at løbe mod mål
- Tackle modstanderens fløjspillere, for at forhindre at de løber mod målet. En back presser og tackler ikke fløjspillere på modstanderens banehalvdel, medmindre de har nået forsvarslinjen, og potentielt kan løbe forbi den
- Være hurtige så de kan følge med modstanderens fløjspillere, samt komme hurtigt frem på banen
- Arbejde hårdt idet både angribere og forsvarsspillere har brug for deres støtte
- Være udholdne så de kan arbejde hårdt længe
- være teknisk dygtig med bolden.
- være fysisk stær

## Wing-back
En wing-back spiller ligesom en back på højre og venstre side af forsvaret. Hvis et hold benytter sig af wing-backer, er der dog oftest tre midterforsvarsspillere. Wing-backer minder meget om backer, men deres opgaver er meget mere offensive.
I de offensive aspekter skal en wing-back være bedre end en back. De skal både kunne drible godt og lave gode indlæg til angriberne efter overlap, samtidig med at også deltager i kombinationsspillet med midtbanespillerne. Defensivt kræves der dog ikke ligeså meget af wing-backerne. De skal, modsat fløjspillerne, stoppe modstanderens fløjspillere i at komme frem til målet, og deres udgangspunkt er en del lavere i banen.